# Караваево (Новодугинский район)
Карава́ево — деревня в Новодугинском районе Смоленской области России. Входит в состав Днепровского сельского поселения. Население — 85 человек (2010 год).
Расположена в северо-восточной части области в 29 км к юго-западу от Новодугина, в 25 км западнее автодороги Р134 «Старая Смоленская дорога» Смоленск — Дорогобуж — Вязьма — Зубцов, на берегу реки Людовня. В 30 км юго-восточнее деревни расположена железнодорожная станция О.п. 219-й км на линии Вязьма — Ржев.

## История
В 1749 году на собственные средства полковник Николай Иванович Алмазов построил здесь деревянную церковь во имя Святого Апостола и евангелиста Иоанна Богослова. Потом имение перешло к его сыну — Петру Николаевичу Алмазову. Позже имение Караваево-Алмазово перешло к сыну Петра Алмазова — Николаю Петровичу, который с 1818 года жил в своём имении почти безвыездно. В 1820-х годах он построил новый дом и церковь, вместо пришедших в ветхость старых.
В 1827 году в семье Николая Петровича родился сын Борис.
С середины XIX века селом стал владеть князь В. П. Мещерский, внук Н. М. Карамзина.
В годы Великой Отечественной войны деревня была оккупирована гитлеровскими войсками в октябре 1941 года, освобождена в марте 1943 года.